# Прапор Гомеля
Прапор Гомеля (білор. Сцяг Гомеля) — офіційний символ міста Гомель поряд з гербом. Прапор затверджено рішенням Гомельського міського виконавчого комітету 15 серпня 2001 року №919-33.

## Опис
Прапор є прямокутним полотнищем блакитного кольору зі співвідношенням ширини прапора до його довжини як 1:2. У центрі полотнища з двох боків розташовується жовте зображення рисі — гербової емблеми міста. Прапор кріпиться на держаку (прапорі), яке забарвлюється в золотистий (охра) колір.

## Див також
- Герб Гомеля